# فرانك شارب
فرانك شارب (بالإنجليزية: Frank Sharp)‏ (26 أبريل 1899 في المملكة المتحدة - 15 مارس 1963 في المملكة المتحدة) هو لاعب كرة قدم بريطاني (وحمل سابقاً جنسية المملكة المتحدة لبريطانيا العظمى وأيرلندا) في مركز مهاجم داخلي. لعب مع برمنغهام سيتي ونادي تشيسترفيلد وMossley A.F.C. ‏ ونادي ستاليبريدج سيلتيك ونادي ستوربريدج.